# Марсел Хиршер
Марсел Хиршер (Анаберг-Лунгец, 2. март 1989) аустријски је алпски скијаш. Специјалиста је за слалом и велеслалом. Шестоструки је победник у укупном поретку Светског купа и вишеструки светски првак.

## Каријера
У Светском купу је дебитовао 17. марта 2007. у Ленцерхајду у велеслалому, где је заузео 24. место. У сезони 2007/08. забележио је три пласмана у првих десет, био је девети у Аделбодену и трећи у Крањској Гори и Бормију. Ове резултате је остварио у слаломским тркама. Сезону је завршио на петнаестом месту у поретку слалома са 167 бодова, док је у укупном поретку био 51. са исто толико бодова.

### Сезона 2008/09.
У сезони 2008/09. најбољи резултат који је остварио је треће место у суперкомбинацији у Вал д'Изеру. Најбољи резултати у слалому су му била два четврта места у Венгену и Кицбилу. У Сестријереу је остварио најбољи резултат у велеслалому, шесто место док је у супервелеслалому само на једној трци освојио бодове када је био 26. у Ореу. Сезону је завршио на деветом месту у поретку слалома са 253 бода, четрнаестом у поретку велеслалома са 162 бода и десетом месту у поретку за комбинацију са 105 бодова. У укупном поретку је био четрнаести са 540 бодова.

### Сезона 2009/10.
У сезони 2009/10. Марсел Хиршер је по први пут успео да оствари победу у такмичењима Светског купа. Победио је у велеслаломским тркама које су одржане у Вал д'Изеру и Крањској Гори У слалому је два пута био други, у Аделбодену и Крањској Гори, у суперкомбинацији је освојио једно друго место, у Вал д'Изеру, док му је у супервелеслалому најбољи резултат био једанаесто место, такође у Вал д'Изеру На крају сезоне био је осми у поретку слалома са 281 бодом, шести у поретку велеслалома са 306 бодова, 34. у поретку супервелеслалома са 24 бода и дванаести у поретку за комбинацију са 80 бодова. У укупном поретку је био петнаести са 469 бодова.

### Сезона 2010/11.
Током сезоне 2010/11. Марсел Хиршер је остварио једну победу, у слалому у Вал д'Изеру. У велеслалому најбољи резултат му је био треће место у Бивер Крику. Ове сезоне је освојио бодове и у паралелном слалому који је одржан у Минхену када је био девети. Због повреде чланка коју је задобио недељу дана пре почетка Светског првенства у Гармиш-Партенкирхену морао је да оконча сезону. Сезону је завршио на петом месту у поретку слалома са 326 бодова и десетом у поретку за велеслалом са 128 бодова. У укупном поретку је био петнаести са 469 бодова.

## Победе у Светском купу
55 победа (1 у супервелеслалому, 26 у велеслалому, 26 у слалому, 2 у паралелном слалому)
| Сезона                                     | Датум              | Место               | Трка             |
| ------------------------------------------ | ------------------ | ------------------- | ---------------- |
| 2009/10. 2 победе (2 ВС)                   | 13. децембар 2009. | Вал д'Изер          | Велеслалом       |
| 2009/10. 2 победе (2 ВС)                   | 30. јануар 2010.   | Крањска Гора        | Велеслалом       |
| 2010/11. 1 победа (1 СЛ)                   | 12. децембар 2010. | Вал д'Изер          | Слалом           |
| 2011/12. 9 победа (4 ВС, 5 СЛ)             | 4. децембар 2011.  | Бивер Крик          | Велеслалом       |
| 2011/12. 9 победа (4 ВС, 5 СЛ)             | 19. децембар 2011. | Алта Бадија         | Слалом           |
| 2011/12. 9 победа (4 ВС, 5 СЛ)             | 5. јануар 2012.    | Загреб              | Слалом           |
| 2011/12. 9 победа (4 ВС, 5 СЛ)             | 7. јануар 2012.    | Аделбоден           | Велеслалом       |
| 2011/12. 9 победа (4 ВС, 5 СЛ)             | 8. јануар 2012.    | Аделбоден           | Слалом           |
| 2011/12. 9 победа (4 ВС, 5 СЛ)             | 24. јануар 2012.   | Шладминг            | Слалом           |
| 2011/12. 9 победа (4 ВС, 5 СЛ)             | 18. јануар 2012.   | Банско              | Велеслалом       |
| 2011/12. 9 победа (4 ВС, 5 СЛ)             | 19. јануар 2012.   | Банско              | Слалом           |
| 2011/12. 9 победа (4 ВС, 5 СЛ)             | 17. март 2013.     | Шладминг            | Велеслалом       |
| 2012/13. 6 победа (1 ВС, 4 СЛ, 1 ПС)       | 16. децембар 2012. | Алта Бадија         | Велеслалом       |
| 2012/13. 6 победа (1 ВС, 4 СЛ, 1 ПС)       | 18. децембар 2012. | Мадона ди Кампиљо   | Слалом           |
| 2012/13. 6 победа (1 ВС, 4 СЛ, 1 ПС)       | 7. јануар 2013.    | Загреб              | Слалом           |
| 2012/13. 6 победа (1 ВС, 4 СЛ, 1 ПС)       | 13. јануар 2013.   | Аделбоден           | Слалом           |
| 2012/13. 6 победа (1 ВС, 4 СЛ, 1 ПС)       | 27. јануар 2013.   | Кицбил              | Слалом           |
| 2012/13. 6 победа (1 ВС, 4 СЛ, 1 ПС)       | 29. јануар 2013.   | Москва              | Паралелни слалом |
| 2013/14. 5 победа (2 СЛ, 3 ВС)             | 17. новембар 2013. | Леви                | Слалом           |
| 2013/14. 5 победа (2 СЛ, 3 ВС)             | 14. децембар 2013. | Вал д'Изер          | Велеслалом       |
| 2013/14. 5 победа (2 СЛ, 3 ВС)             | 22. децембар 2013. | Алта Бадија         | Велеслалом       |
| 2013/14. 5 победа (2 СЛ, 3 ВС)             | 12. јануар 2014.   | Аделбоден           | Слалом           |
| 2013/14. 5 победа (2 СЛ, 3 ВС)             | 16. март 2014.     | Ленцерхајде         | Велеслалом       |
| 2014/15. 8 победа (5 ВС, 3 СЛ)             | 26. октобар 2014.  | Зелден              | Велеслалом       |
| 2014/15. 8 победа (5 ВС, 3 СЛ)             | 12. децембар 2014. | Оре                 | Велеслалом       |
| 2014/15. 8 победа (5 ВС, 3 СЛ)             | 14. децембар 2014. | Оре                 | Слалом           |
| 2014/15. 8 победа (5 ВС, 3 СЛ)             | 21. децембар 2014. | Алта Бадија         | Велеслалом       |
| 2014/15. 8 победа (5 ВС, 3 СЛ)             | 6. јануар 2015.    | Загреб              | Слалом           |
| 2014/15. 8 победа (5 ВС, 3 СЛ)             | 10. јануар 2015.   | Аделбоден           | Велеслалом       |
| 2014/15. 8 победа (5 ВС, 3 СЛ)             | 1. март 2015.      | Гармиш-Партенкирхен | Велеслалом       |
| 2014/15. 8 победа (5 ВС, 3 СЛ)             | 23. март 2015.     | Мерибел             | Слалом           |
| 2015/16. 8 победа (1 СВ, 4 ВС, 2 СЛ, 1 ПС) | 5. децембар 2015.  | Бивер Крик          | Супервелеслалом  |
| 2015/16. 8 победа (1 СВ, 4 ВС, 2 СЛ, 1 ПС) | 6. децембар 2015.  | Бивер Крик          | Велеслалом       |
| 2015/16. 8 победа (1 СВ, 4 ВС, 2 СЛ, 1 ПС) | 13. децембар 2015. | Вал д'Изер          | Велеслалом       |
| 2015/16. 8 победа (1 СВ, 4 ВС, 2 СЛ, 1 ПС) | 20. децембар 2015. | Алта Бадија         | Велеслалом       |
| 2015/16. 8 победа (1 СВ, 4 ВС, 2 СЛ, 1 ПС) | 6. јануар 2016.    | Санта Катерина      | Слалом           |
| 2015/16. 8 победа (1 СВ, 4 ВС, 2 СЛ, 1 ПС) | 23. фебруар 2016.  | Стокхолм            | Паралелни слалом |
| 2015/16. 8 победа (1 СВ, 4 ВС, 2 СЛ, 1 ПС) | 5. март 2016.      | Крањска Гора        | Велеслалом       |
| 2015/16. 8 победа (1 СВ, 4 ВС, 2 СЛ, 1 ПС) | 6. март 2016.      | Крањска Гора        | Слалом           |